# Bhava

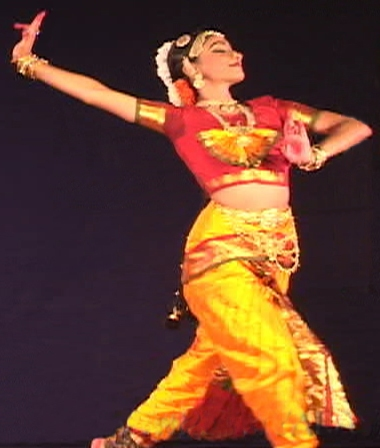
Bharatanatyam Bhava

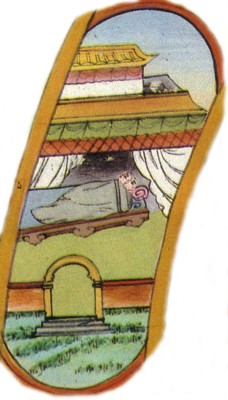
Ausschnitt aus dem tibetischen Bhavachakra

Bhava ist das Sanskrit (भव) und Pali-Wort für „gewohnheitsmäßige Tendenzen“ oder „Daseinsprozess“, abgeleitet von der Wurzel bhū. Es hat vielfältige Bedeutungen.
In der indischen Mythologie ist Bhava eine vedische Gottheit, die mit Sharva identifiziert wird. Später ein Beiname bzw. eine Erscheinungsform von Rudra bzw. Shiva.
In der indischen Musik bedeutet Bhava das Befinden, den psychologischen Zustand (Rasa), den ein Künstler nach außen kehrt, also den künstlerischen Ausdruck.
Im Buddhismus bedeutet Bhava die Kontinuität des Seins über Leben und Tod hinaus. Es zerfällt in
- kama-bhava: gewohnheitsmäßige Tendenzen in der Fünfsinnenwelt,
- rupa-bhava: gewohnheitsmäßige Tendenzen in übersinnlicher, feinkörperlicher Himmelswelt,
- arupa-bhava: gewohnheitsmäßige Tendenzen in unkörperlicher Himmelswelt.

Synonyme sind:
- 有 Chinesisch: yǒu
- Japanisch: u
- Vietnamesisch: hữu
- Tibetisch: srid pa